# Pratt & Whitney Rzeszów

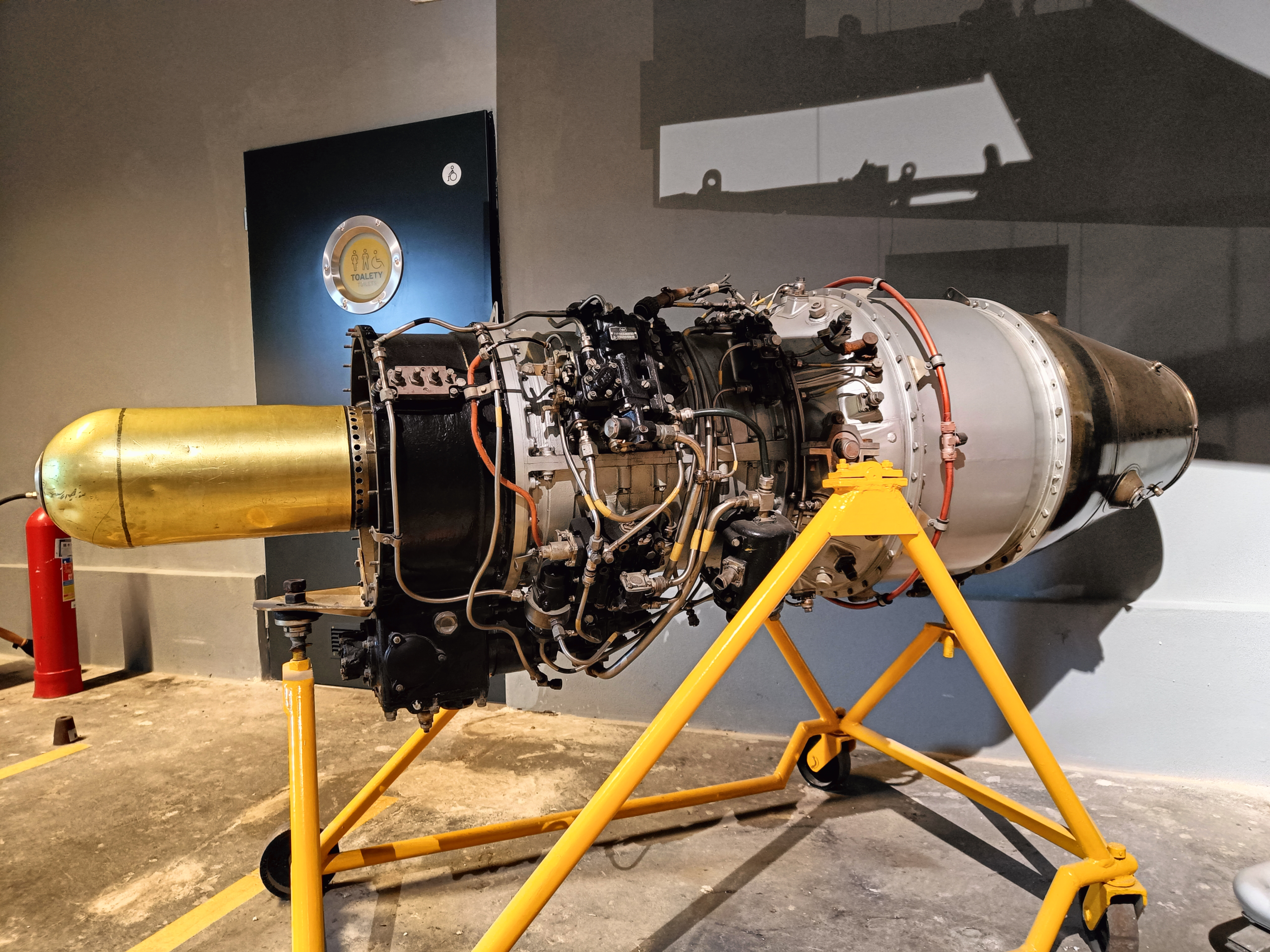
Silnik turboodrzutowy SO-1 służący do napędu samolotu szkolno-treningowego TS-11 Iskra

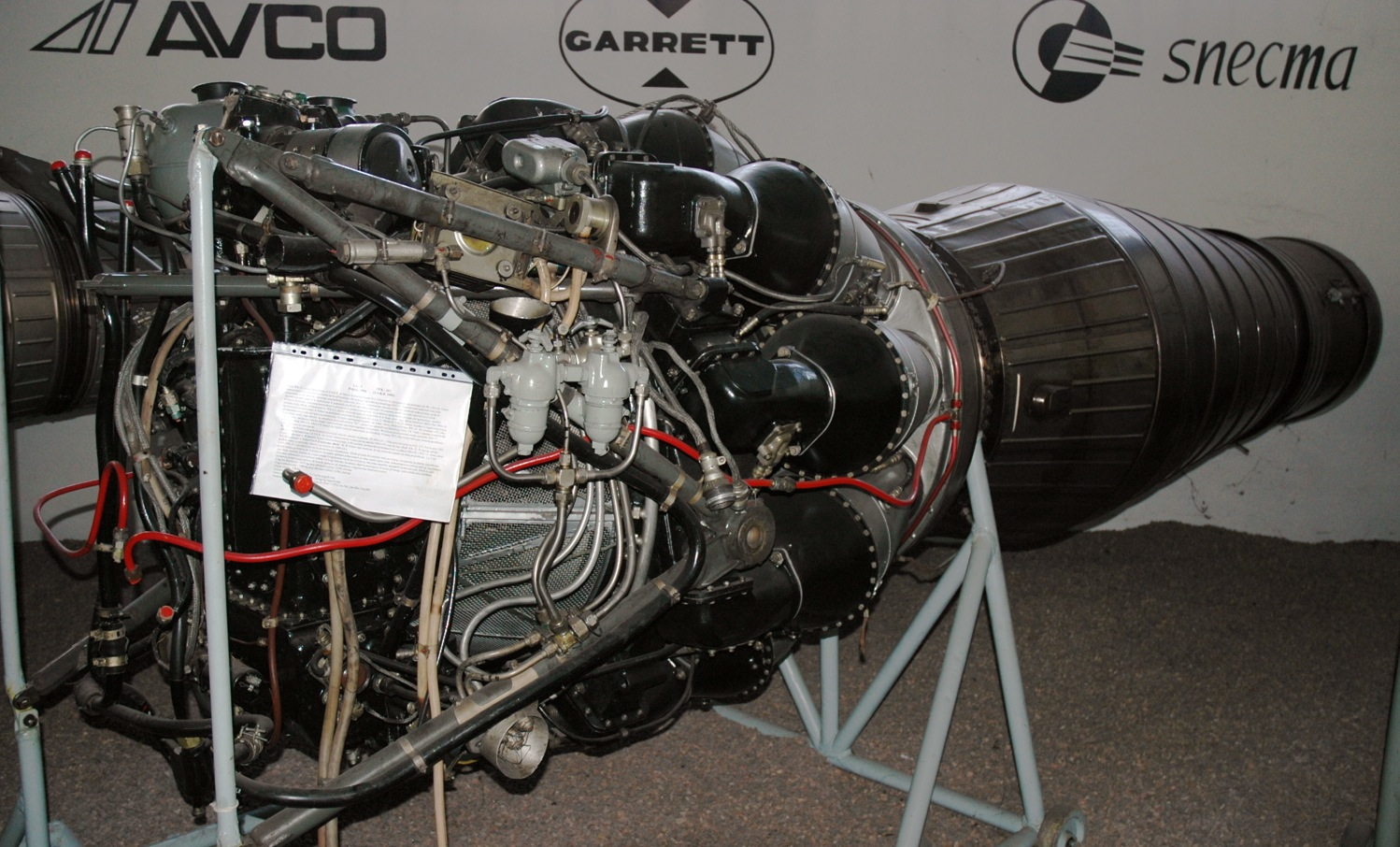
Silnik LIS-5 do napędu samolotu MIG-15

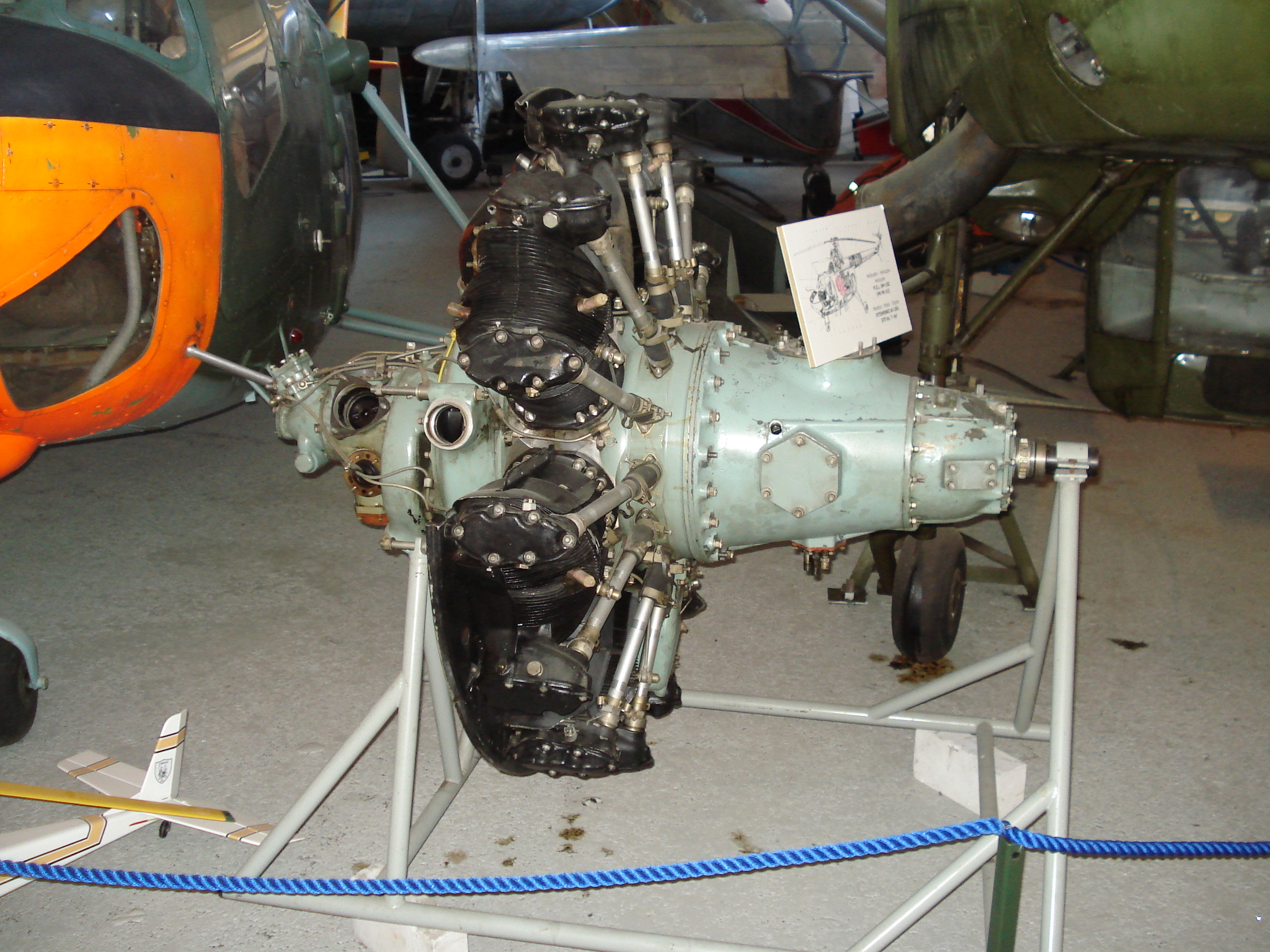
Licencyjny silnik Iwczenko AI-26W do napędu śmigłowca Mi-1SM-1/MI-1

Pratt & Whitney Rzeszów S.A. polska spółka zależna wchodzącej w skład korporacji RTX (dawniej Raytheon) Pratt & Whitney, (dawniej: Wytwórnia Sprzętu Komunikacyjnego „PZL-Rzeszów” S.A.) – przedsiębiorstwo zajmujące się przede wszystkim produkcją komponentów lotniczych i kompletnych silników lotniczych powstało w kwietniu 1937 roku w Rzeszowie (jako Państwowe Zakłady Lotnicze Wytwórnia Silników nr 2) w ramach budowy COP – Centralnego Okręgu Przemysłowego. 
W bardzo krótkim okresie przedwojennym, produkowano silniki tłokowe na licencji czeskiej firmy Walter (jako PZInż. „Junior”, PZInż. „Major”) stosowane jako napęd lekkich samolotów szkolno-treningowych polskiej konstrukcji, takich jak RWD-8 i RWD-13 oraz silniki na licencji angielskiej firmy Bristol typu PEGASUS XX w układzie gwiazdy 9-cylindrowej, o mocy 918 KM, stosowany m.in. do napędu samolotu bombowego PZL.37 Łoś.
W latach 60. produkowano m.in. silniki odrzutowe typu Lis-2 służące do napędu myśliwskiego samolotu odrzutowego MiG-15 produkowanego w PZL Mielec pod oznaczeniem LIM-2, silniki odrzutowe Lis-5 do MiG-17 = LIM-5, przekładnie śmigłowca SM-1 wytwarzanego w PZL Świdnik
Produkowano również turbosprężarki do silników samochodowych m.in. SW 680, SW 400, kolejowych i okrętowych na licencji firm: Holset, Napier, Brown Boveri, Schwitzer. Powstawały tu tłumiki drgań skrętnych do silników wysokoprężnych, wysokociśnieniowe pompy hydrauliczne zębate, elektrodrążarki i obrabiarki elektrochemiczne.
W 1966 r. rozpoczęto produkcję śmigłowcowego silnika turbinowego GTD-350 o mocy 400 KM i przekładni śmigłowcowej WR-2, przeznaczonej do śmigłowca Mi-2 wytwarzanego w PZL Świdnik. Produkowano również silnik turboodrzutowy SO-1 skonstruowany w Instytucie Lotnictwa (oraz jego ulepszoną wersję SO-3) do napędu samolotu szkolno-treningowego TS-11 Iskra produkowanego w PZL Mielec.
W 1976 r. zawarto umowę z firmą Pratt & Whitney Canada (PWC) na produkcję części i zespołów do lotniczych silników turbinowych PT-610A.
W 1984 r. rozpoczęto produkcję silnika turbośmigłowego TWD-10B, który stanowi napęd do samolotu An-28 produkowanego w PZL Mielec. Od roku 1986 rozpoczęto produkcję silnika PZL-10W, który razem z przekładniami WR-3 stanowi napęd do śmigłowca PZL Sokół produkowanego w PZL Świdnik.
W dniu 11 marca 2002 roku nastąpiło przekazanie firmie United Technologies Holdings pakietu 85% akcji WSK „PZL-Rzeszów” S.A.. Tym samym rzeszowska fabryka stała się członkiem United Technologies Corporation (UTC) spółki publicznej, notowanej na Giełdzie Nowojorskiej (NYSE). United Technologies Corporation dostarcza na rynek szerokiej gamy produkty i usługi dla przemysłu lotniczego i budowlanego.
Drugą dziedziną działalności firmy jest produkcja odlewów precyzyjnych dla potrzeb przemysłu lotniczego. W procesie produkcji odlewów precyzyjnych kontrola od 2001 r. wykonywana jest metodą ED’a.
W skład spółki wchodzą cztery główne Zakłady: Odlewów Precyzyjnych, Lotniczy, Narzędziowy i Napędów Lotniczych, działające jako niezależne, będące na własnym rozrachunku jednostki. Pozostała działalność spółki realizowana jest w wydziałach pomocniczych (np. w Biurze Konstrukcyjnym EDA).
Planowanie prowadzone jest zgodnie z kluczem typu AW.
31 maja 2006 roku w wydziale montażowym został odebrany pierwszy rzeszowski silnik do amerykańskiego myśliwca F-16 zmontowany z zespołów dostarczonych z USA.
1 lipca 2015 spółka zmieniła nazwę na obecną – Pratt & Whitney Rzeszów S.A.

## Linki zewnętrzne

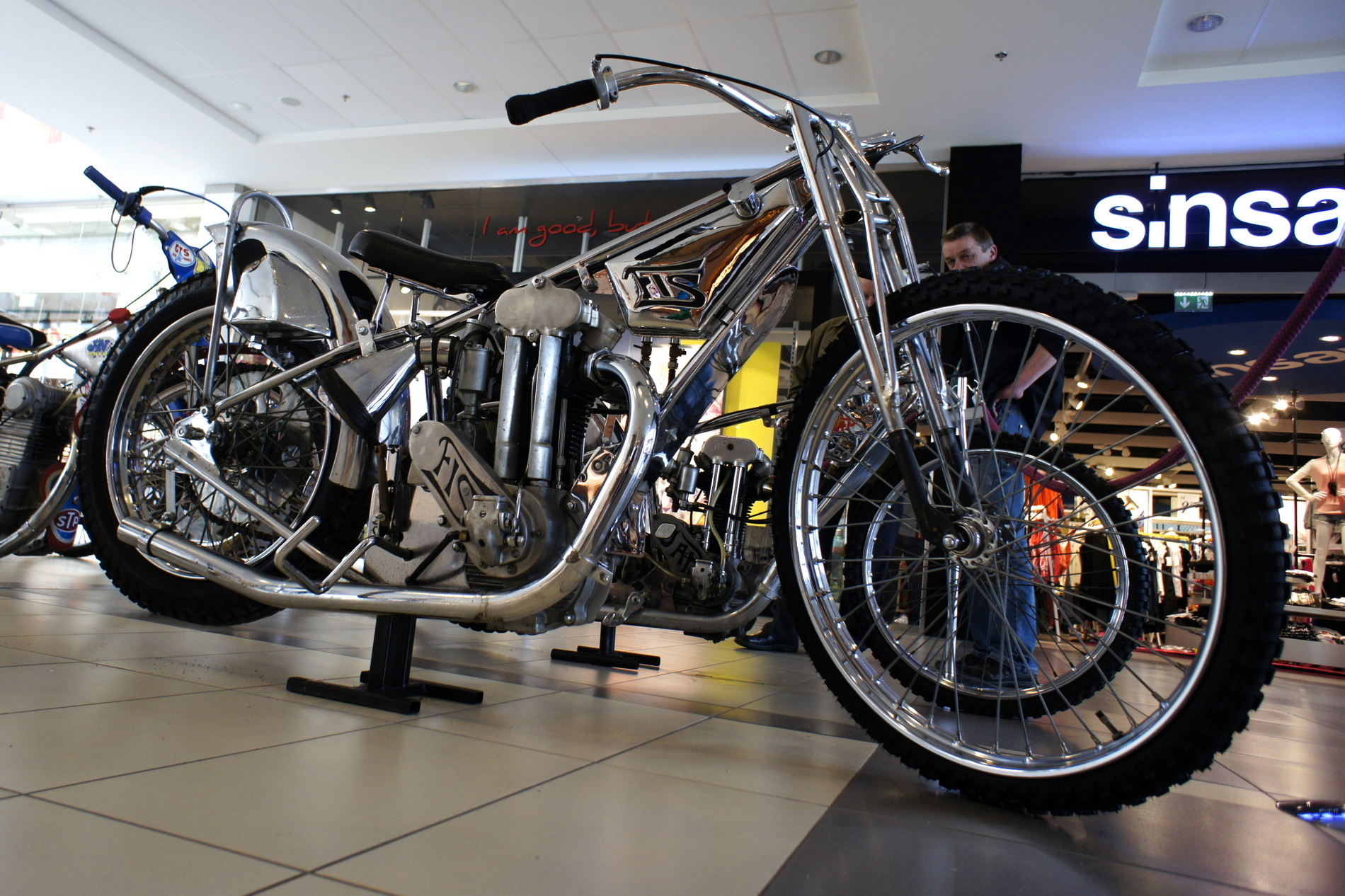
WSK FIS z rzeszowskiej wytwórni, był jedynym produkowanym w Polsce motocyklem żużlowym (1954-1959)